# Баффало (округ, Небраска)
Шаблон:StateAbbr_ 40°52′ пн. ш. 99°04′ зх. д. / 40.86° пн. ш. 99.07° зх. д.
Округ Баффало (англ. Buffalo County) — округ (графство) у штаті Небраска, США. Ідентифікатор округу 31019.

## Історія
Округ утворений 1870 року.

## Демографія
За даними перепису
2000 року
загальне населення округу становило 42259 осіб, зокрема міського населення було 27404, а сільського — 14855.
Серед мешканців округу чоловіків було 20694, а жінок — 21565. В окрузі було 15930 домогосподарств, 10222 родин, які мешкали в 16830 будинках.
Середній розмір родини становив 3,02.
Віковий розподіл населення поданий у таблиці:
| Стать    | До 15 років | 15-21 | 22-29 | 30-39 | 40-49 | 50-65 | 65-85 | Понад 85 |
| -------- | ----------- | ----- | ----- | ----- | ----- | ----- | ----- | -------- |
| Чоловіки | 4388        | 3395  | 2923  | 2631  | 2851  | 2575  | 1699  | 232      |
| Жінки    | 4203        | 3414  | 2800  | 2625  | 2949  | 2625  | 2349  | 600      |

## Суміжні округи
- Шерман — північ
- Говард — північний схід
- Голл — схід
- Адамс — південний схід
- Карні — південь
- Фелпс — південний захід
- Доусон — захід
- Кастер — північний захід

## Виноски
1. ↑  US Decennial Census. US Census Bureau. Архів оригіналу за 12 квітня 2013. Процитовано 6 грудня 2014.
2. ↑  Historical Census Browser. University of Virginia Library. Архів оригіналу за 11 серпня 2012. Процитовано 6 грудня 2014.
3. ↑  Population of Counties by Decennial Census: 1900 to 1990. US Census Bureau. Архів оригіналу за 27 квітня 2015. Процитовано 6 грудня 2014.
4. ↑  Census 2000 PHC-T-4. Ranking Tables for Counties: 1990 and 2000 (PDF). US Census Bureau. Архів оригіналу (PDF) за 18 грудня 2014. Процитовано 6 грудня 2014.
5. ↑  State & County QuickFacts. US Census Bureau. Архів оригіналу за 7 липня 2011. Процитовано 17 вересня 2013. [Архівовано 2011-06-07 у Wayback Machine.](англ.) Наведено за англійською вікіпедією.
6. ↑  American FactFinder. Бюро перепису населення США. Архів оригіналу за 26 лютого 2012. Процитовано 31 січня 2008. [Архівовано 2008-05-21 у Wayback Machine.]

| США | Це незавершена стаття з географії США. Ви можете допомогти проєкту, виправивши або дописавши її. |